# Afroguatteria globosa
Afroguatteria globosa är en kirimojaväxtart som beskrevs av Jorge Américo Rodrigues Paiva. Afroguatteria globosa ingår i släktet Afroguatteria och familjen kirimojaväxter. Inga underarter finns listade i Catalogue of Life.